# John McNally
John Victor McNally (27 de noviembre de 1903 - 28 de noviembre de 1985) fue un jugador de fútbol americano, miembro del Salón de la Fama.

## Primeros años
Nacido en New Richmond, Wisconsin, McNally era un joven inteligente, pero poco atlético quien se graduó de preparatoria a los 14 años de edad. Destacó como atleta en la Saint John's University en Collegeville, Minnesota, donde llegó a ser capitán del equipo de baloncesto y participó en otras disciplinas como atletismo, béisbol y fútbol americano.

## El nombre de Johnny "Blood" McNally
Faltándole un año de elegibilidad en la universidad, McNally y un amigo suyo decidieron unirse a un equipo profesional de fútbol americano. Mientras pasaban por un cine, McNally vio el título de la película Sangre y Arena (en inglés Blood and Sand) en la marquesina. Volteó a ver a su amigo y le dijo, "Eso es. Tu serás Sand. Yo seré Blood."
Usando el alias "Johnny Blood" (por el que sería mejor conocido), McNally pudo jugar como profesional sin perder su elegibilidad como colegial.

## Carrera profesional
McNally jugó en la National Football League por 14 temporadas, con cinco equipos diferentes. En su mejor momento como jugador profesional, era reconocido por su velocidad, agilidad y habilidad atrapando pases. Comenzó su carrera profesional en 1925 con los Milwaukee Badgers, donde se volvió famoso por su apodo: "El Halfback Errante", debido a su comportamiento y espontaneidad fuera del campo de juego. En 1926 y 1927 jugó para los Duluth Eskimos, y en 1928 jugó para los Pottsville Maroons.
Entre 1929 y 1936 jugó con los Green Bay Packers, con quienes ganó cuatro campeonatos (1929, 1930, 1931 y 1936). En 1937, se cambió al equipo de los Pittsburgh Pirates. Terminó su carrera profesional en 1939 como entrenador en jefe de los Pirates. En 1941, McNally se tomó un día libre de sus responsabilidades como entrenador en el equipo de fútbol americano de ligas menores, los Kenosha Cardinals y jugó un partido con los Buffalo Tigers de la tercera American Football League. DE 1950 a 1952, fue entrenador del equipo de fútbol en Saint John's donde tuvo una marca de 13-9 durante sus tres años en el cargo.

## Después del fútbol americano
En la Segunda Guerra Mundial, McNally estuvo en servicio como criptógrafo en la India.  McNally regresó a Saint John's a los 42 años de edad para terminar su carrera en economía y escribir un libro de texto acerca de ello.
McNally fue inducido al Salón de la Fama en 1963.